# Retaule de Santa Cristina de Corçà
A l'interior de l'ermita de Santa Cristina de Corçà hi havia hagut un retaule dedicat a la santa i màrtir, executat dins el darrer terç del segle xv, en data indeterminada. Atribuït al pintor gironí Miquel Torell (documentat entre 1471 i 1486), estigué a punt de ser venut a l'estranger, però un article a La Publicitat donà l'alarma i es traslladà a l'interior de la parròquia de Corçà, protegit per un reixat que en privava una bona observació. Després fou traslladat al Museu Diocesà de Girona i avui es troba conservat i exposat al Museu d'Art de Girona (núm. inv. 290). Mesura 264 cm d'alçada per 185 cm d'amplada. El retaule és de pintura sobre taula, amb arquitectures de fusta tallada i daurada, i fons d'escena també daurats. S'estructura en tres carrers d'escenes, el central més ample, i compta amb predel·la. Les parts conservades indiquen que tenia guardapols, del que no queda cap rastre.

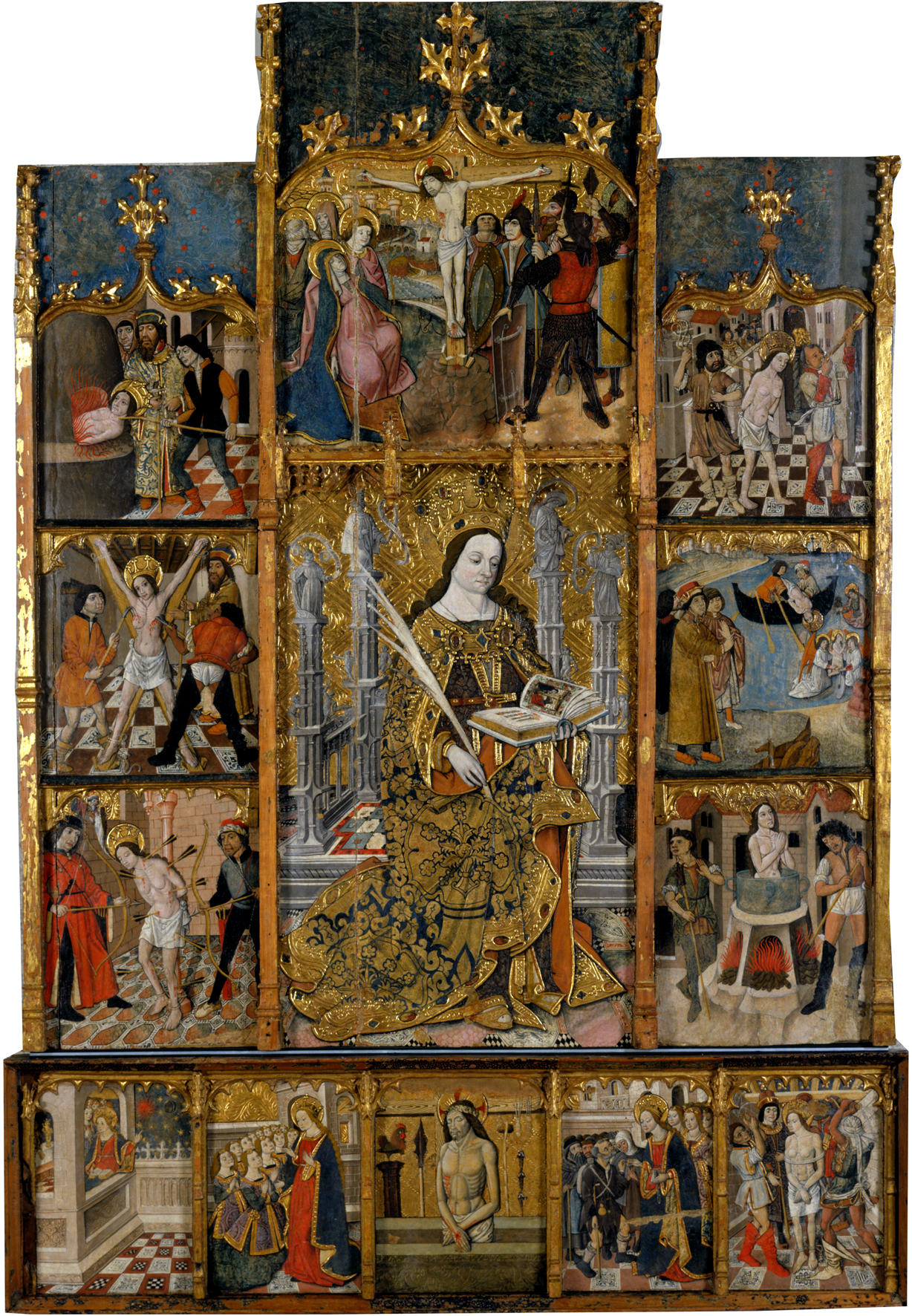
Retaule de Santa Cristina de Corçà (s.XV)

## Disseny
En la taula central (la més gran) es mostra la santa coronada, abillada amb riques vestimentes daurades i brodades, sostenint les Sagrades Escriptures amb la mà esquerra i una palma (atribut del martiri) amb la dreta. La figura sembla asseguda de forma artificiosa en un tron de marbre, del qual emergeixen quatre pinacles goticitzants que serveixen per emmarcar la santa (dos per banda), i que alhora estan coronats per figures de profetes sense identificar, cadascun sostenint o envoltats per un filacteri. El fons de l'escena és un tapís de losange sobredaurat amb colradures. Per sobre la taula central el conjunt està coronat amb l'escena de la passió de Jesús. A la dreta de Crist hi ha les 3 maries i Sant Joan. A l'esquerra, un grup de soldats armats i coberts d'arnesos. El crucificat és representat amb els ulls tancats, o sigui que ja és mort. Al fons s'aprecia clarament una representació idealitzada de les muralles de Jerusalem, així com dels prats i oliverars que separaven la muntanya del Gòlgota de la ciutat.
En la predel·la i els carrers laterals les escenes es concentren en narrarà la vida de la santa, a partir dels textos de la Llegenda Àuria, escrita per Iacopo da Varazze (Jaume de la Voràgine), arquebisbe de Gènova, vers 1260. Val a dir que no s'aprecien canvis iconogràfics substancials respecte de les versions catalanes contemporànies, com les Vides de Sants Rosselloneses, de finals del segle xiii. El relat s'inicia ordenadament en l'escena esquerra de la predel·la i en la resta de compartiments d'aquest espai, però, en canvi, es desordena completament en la resta del retaule. Per això és més interessant recuperar l'ordre de la narració original a l'hora de descriure’l, independentment de quina fos l'ordenació final triada.

### Predel·la
1. La santa és educada en el politeisme romà, però rebutja venerar el que ella considera falsos ídols.
2. Comença a explicar la doctrina cristiana a les 12 donzelles que tenia assignades com a dama de companyia.
3. Decideix trencar les estàtues d'or i plata dels ídols, i en reparteix fragments entre els pobres.
4. El seu pare rebutja l'acció i les creences de Cristina, i mana que l'assotin.

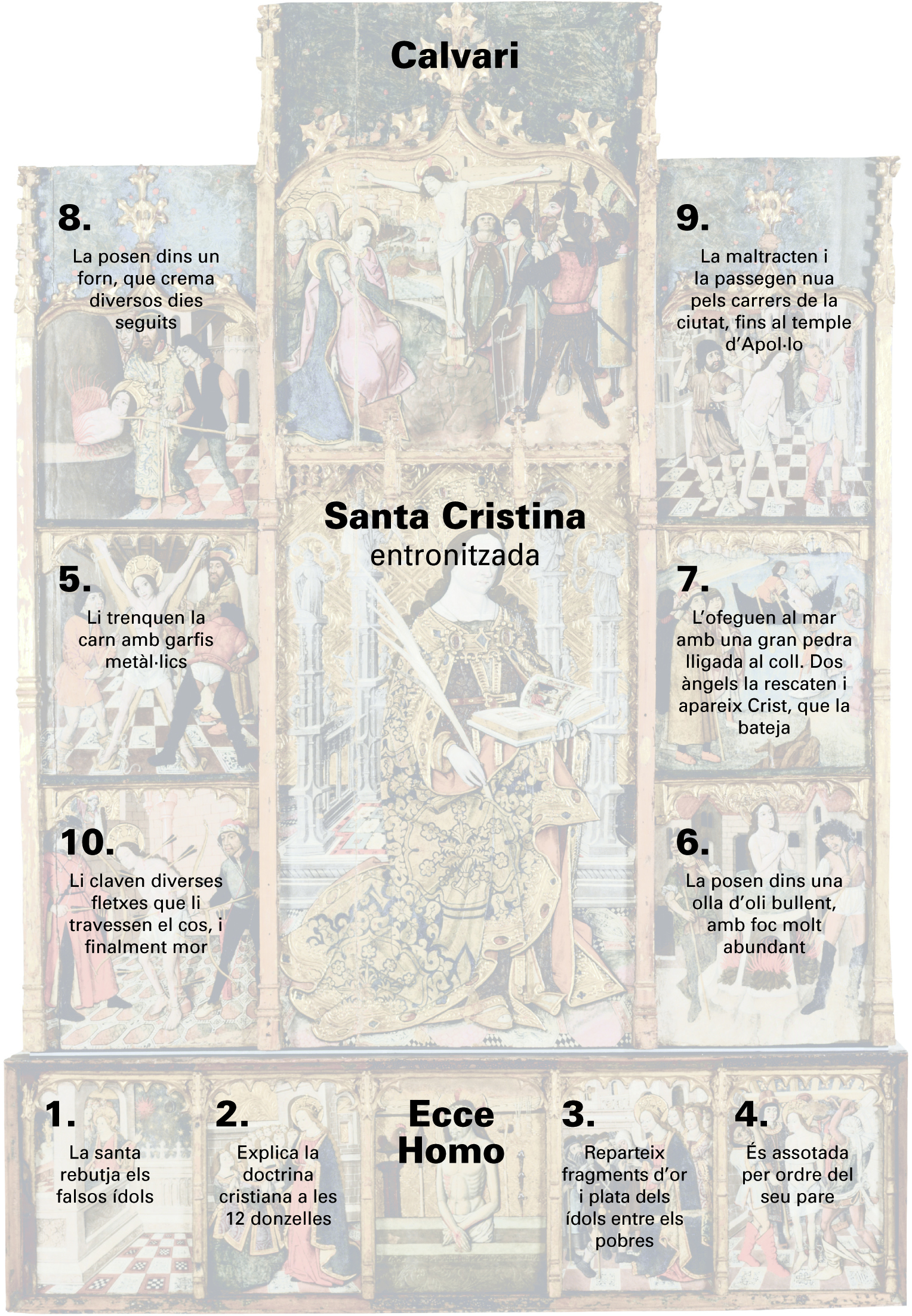
Identificació iconogràfica del retaule

Carrer lateral esquerre, escena central:
1. Li esgarren la pell i la carn amb garfis metàl·lics

Carrer lateral dret, escena inferior:
1. La posen dins d'una olla plena d'oli bullent, escalfat amb foc molt abundant.

Carrer lateral dret, escena central:
1. La intenten matar llençant-la al mar amb una gran pedra lligada al coll. Dos àngels la rescaten i finalment apareix Crist, que la bateja. És l'escena més complexa del retaule, amb 3 accions consecutives representades en un sol compartiment.

Carrer lateral esquerre, escena superior:
1. La posen dins un forn, que crema diversos dies seguits.

Carrer lateral dret, escena superior:
1. La passegen nua i la maltracten pels carrers de la ciutat, fins al temple d'Apol·lo. Aquesta escena s'ha confós amb un “segon assotament” (Freixas 2006, p. 199), però el text original diu ben clar que la porten pels carrers per a escarni públic. És probable que l'assotessin i maltractessin d'altres formes durant el trajecte.

Carrer lateral esquerre, escena inferior:
1. Li claven diverses fletxes que li travessen el cos, i finalment mor. El text de Varazze diu que li claven dues sagetes, una de les quals li atravessa el cor i la mata. Tanmateix en l'escena la santa és travessada per 6 sagetes, en una imatge femenina de martiri semblant a la de Sant Sebastià, que ja s'havia popularitzat a mitjan segle xv.

### Autor
El retaule ha estat atribuït al pintor Miquel Torell, de Girona, documentat entre els anys 1460 i 1486. Torell s'ha volgut identificar recentment amb el denominat mestre d'Olot, a qui Ch. R. Post, i després Gudiol i Alcolea, havien vinculat un gran nombre d'obres conservades a banda i banda del Pirineu, en tot el nord de Girona, Cerdanya i Rosselló. Alguns autors han discutit la identificació de Torell amb el mestre d'Olot, però aquesta segueix sent la tendència principal. També s'ha vinculat l'obra amb el pintor Pere Terri, actiu entre Olot i Puigcerdà entre 1469 i 1506.